# Innosense
Innosense fue un girl group estadounidense que estuvieron juntas desde 1997 hasta 2003.

## Historia
La banda estaba dirigida por Lou Pearlman y Lynn Harless (madre de Justin Timberlake). Las integrantes originales fueron Danay Ferrer, Britney Spears, Mandy Ashford, Nikki DeLoach y Amanda Latona. El grupo se formó en 1997. Su nombre fue sugerido por Pearlman y Harless. La banda decidió escribir mal el nombre para que no sonaran como «pequeñas niñas inocentes de cuatro años». Sus inspiraciones fueron bandas como NSYNC y Backstreet Boys. Ashford era integrante del coro de espectáculos de Attache, junto con su amigo de la escuela secundaria Lance Bass, con quien también compartió un entrenador vocal. Bass recomendó a Ashford a Pearlman y fue seleccionada para unirse a la banda. Más tarde ese mismo año, Spears decidió ir en solitario y luego fue reemplazada por Veronica Finn.
Latona dejó la banda para ir en solitario y fue reemplazada por Jenny Morris. Antes de irse, Innosense lanzó un sencillo, titulado «Wherever You Are». Un video de la canción fue lanzado en Alemania en 1998. Amanda Latona firmó un contrato en solitario con J Records y grabó «Can't Take It Back» (2002) y «Do You Still» (2003). A ninguno de los dos le fue bien, y más tarde fue eliminada de la etiqueta. Latona salió con el miembro Backstreet Boys AJ McLean. Apareció en 2002 en «Who's That Girl?», un artículo en The New York Times Magazine. El artículo narra la preparación de J Records de la carrera de Latona en un intento por asegurar su éxito.
En 2001, Innosense apareció en la película para adolescentes Longshot. Spears también apareció en la película, pero no con el resto del grupo. Cuando comenzó la carrera en solitario de Spears, Innosense se convirtió en el acto de apertura de su gira.
La banda lanzó un álbum, cuyo sencillo principal, «Say No More», alcanzó el puesto 20 en la lista Hot Singles Sales de Billboard, pero nunca se ubicó en la Billboard Hot 100. El álbum en sí nunca llegó a las listas y, como resultado, nunca tuvo éxito comercial.
En 2001, Morris abandonó el grupo, que quedó como cuarteto.
El segundo y último sencillo del álbum, «Rain Rain», se lanzó solo en Alemania en 2002; sin embargo, no se registró.
Innosense se disolvió en 2003 para trabajar en proyectos separados.
Ashford ha modelado en varias publicaciones, incluida la revista Playboy, y también se desempeñó como portavoz. DeLoach, una actriz antes de Innosense, volvió a actuar con papeles regulares en series de televisión como North Shore, Windfall y, más notablemente, como la madre del personaje principal en Awkward de MTV.

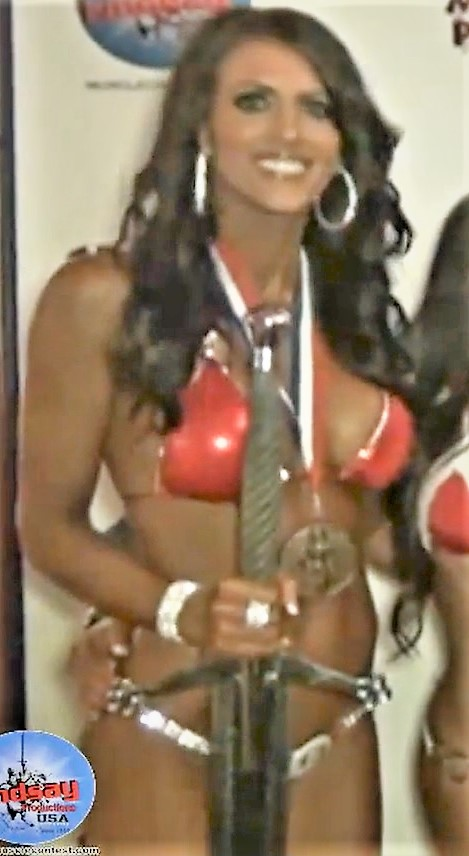
Amanda Latona, tras ganar el Gran Premio IFBB Titans 2011.

Latona se convirtió en culturista profesional y participó en su primer concurso en 2003.

## Miembros
- Danay Ferrer (1997-2003)
- Mandy Ashford (1997-2003)
- Nikki DeLoach (1997-2003)
- Verónica Finn (1997-2003)

### Miembros anteriores
- Britney Spears (1997)
- Amanda Latona (1997-1999)
- Jenny Morris (1999-2001)

## Discografía

### Álbumes de estudio
- So Together (2000)

### Extended plays
- Wherever You Are (1998)

### Sencillos
- «Say No More» (2000)
- «Rain Rain» (2002)

### Otras contribuciones
- «This Must Be Love» en Millionaire Dogs (1999)
- «Wishing On Every Star» (Michael Garvin; Robin Wyley) en la banda sonora de la película Longshot (2001)
- «To Know the Unknown» en la banda sonora de la película Pokémon 3: El hechizo de los Unown (2001)
- «King of the Lollapat» con Take 5 y Billy Crawford en Christmas That Almost Wasn't (2001)